# Берналь, Факундо
Факу́ндо Берна́ль Крус (исп. Facundo Bernal Cruz; род. 21 августа 2003, Монтевидео) — уругвайский футболист, полузащитник клуба «Флуминенсе».

## Клубная карьера
Берналь — воспитанник клуба «Дефенсор Спортинг». 3 июня 2021 года в матче против «Роча» он дебютировал в уругвайской Сегунде. По итогам сезона Факундо помог команде выйти в элиту. 5 февраля 2022 года в матче против столичного «Ливерпуля» он дебютировал в уругвайской Примере. По итогам сезона Факундо помог клубу завоевать Кубок Уругвая.

## Достижения
Клубные
 «Дефенсор Спортинг»
- Обладатель Кубка Уругвая — 2022